# Tarabai
Tarabai là một đô thị ở bang São Paulo của Brasil. 
Đô thị này nằm ở vĩ độ 22º18'09" độ vĩ nam và kinh độ 51º33'33" độ vĩ tây, trên khu vực có độ cao 445 m. Dân số năm 2004 ước tính là 6.336 người.